# Viktor Soukhoroukov
Pour les articles homonymes, voir Soukhoroukov.
 (mai 2017).
Si vous disposez d'ouvrages ou d'articles de référence ou si vous connaissez des sites web de qualité traitant du thème abordé ici, merci de compléter l'article en donnant les références utiles à sa vérifiabilité et en les liant à la section « Notes et références ».
Viktor Ivanovitch Soukhoroukov (en russe : Виктор Иванович Сухоруков), né le 10 novembre 1951 à Orekhovo-Zouïevo (oblast de Moscou), est un acteur russe de théâtre et de cinéma. artiste du peuple de la fédération de Russie (2008).

## Biographie
En 1970, Viktor Soukhoroukov sort diplômé du 14e gymnase d'Orekhovo-Zouïevo. Après son service militaire dans la région d'Astrakhan il travaille à l'usine de tissage dans sa ville natale.
En 1974-1978, il étudie à l'Académie russe des arts du théâtre dans la classe de Vsevolod Ostalski (ru). Il part ensuite pour Leningrad sur l'invitation de Piotr Fomenko et intègre la troupe du Théâtre de la Comédie de Leningrad, où il est aussitôt approuvé pour le rôle principal dans la pièce Dobro, ladno, khorocho adaptée des œuvres de Vassili Belov.
En 1982, en raison de sa dépendance à l'alcool, Soukhoroukov se voit licencié avec interdiction de remonter sur scène pendant six mois. Il ne retourne plus au théâtre pendant plusieurs années, se clochardise et vit en marge de la société acceptant toute sorte de travail occasionnel : débardeur, plongeur, coupeur de pain. Finalement, il trouve la force de revenir dans la profession et, après un court passage dans plusieurs théâtres de Leningrad, rejoint de nouveau la troupe du Théâtre de la Comédie.
En 1986, Soukhoroukov est admis dans la troupe du Théâtre du Komsomol de Leningrad. Il y joue dans les productions comme Le Stoïque Soldat de plomb (1986), Le mariage de Belouguine (1987), Dragon (1988), Vive la bêtise ! (1991), Les Enfants du paradis (1991).
Au cinéma, son activité commence véritablement en 1989, lorsque le directeur Youri Mamine l'invite pour le rôle principal dans sa comédie-farce Rouflaquettes. Le succès du film attire l'attention du jeune réalisateur Alekseï Balabanov qui propose à Soukhoroukov le rôle dans son premier film Les Jours heureux, basé sur les œuvres de Samuel Beckett. Leur collaboration se poursuite dans Le Frère (1997) et Le Frère 2 (2000) devenus cultes en Russie.
À la fin des années 1990, Soukhoroukov apparaît régulièrement dans l'émission humoristique Gorodok présentée par Iouri Stoïanov et Ilia Oleinikov (en) diffusée sur la cinquième chaîne de Saint-Pétersbourg.
Jusqu'en 2003, Soukhoroukov interprète au cinéma principalement des rôles des méchants. L'opportunité de casser ce stéréotype s'ouvre à lui lorsqu'il commence à tourner dans les films historiques. Il interprète alors le comte von der Pahlen dans L'Âge d'or d'Ilia Khotinenko (ru) et Paul Ier de Russie dans Pauvre, pauvre Paul de Vitali Melnikov. Pour le rôle de l'empereur Paul Ier, il reçoit en 2004 le prix Nika du meilleur acteur.
En mars 2008, Viktor Soukhoroukov reçoit le titre honorifique d'artiste du peuple de la fédération de Russie.
Il est nommé le citoyen d'honneur d'Orekhovo-Zouïevo, sa ville natale où le 9 septembre 2016, on lui érige un monument en bronze.

## Récompenses
- Nika du meilleur acteur pour le rôle de Paul Ier dans Pauvre, pauvre Paul : 2004
- Aigle d'or du meilleur acteur dans un second rôle pour Le Dernier Voyage de Tanya : 2011

## Filmographie
- 1990 : Les Favoris (Бакенбарды) de Youri Mamine
- 1994 : L'Année du Chien (Год собаки) de Semion Aranovitch
- 1997 : Le Frère (Брат) de Aleksei Balabanov : Viktor Bagrov
- 1998 : Des monstres et des hommes ( Про уродов и людей) de Alekseï Balabanov
- 2004 : Déesse : Comment je suis tombée amoureuse (Богиня: как я полюбила) de Renata Litvinova : Viktor Iliasarovitch
- 2004 : Shizo (Шиzа) de Gulshat Omarova
- 2006 : L'Île (Остров) de Pavel Lounguine
- 2011 : Le Dernier Voyage de Tanya (Овсянки, Ovsyanki) d'Alekseï Fedortchenko : Vsevolod
- 2014 : 22 minutes (22 минуты) de Vassili Serikov
- 2016 : Paradis (Рай) de Andreï Kontchalovski : Heinrich Himmler
- 2020 : Fire (Огонь) d'Alexeï Noujny : le pilote

## Théâtre

### 1979-198
Théâtre de la Comédie de Leningrad
- Dobro, ladno, khorocho de Vassili Belov : Kouzma
- Les Charactères de Vassili Choukchine : Andreï Ierine
- Tiorkine au royaume des morts de Aleksandr Tvardovski : soldat
- Conte de la forêt des Ardennes de Youli Kim : Guillaume
- La guerre de Troie n'aura pas lieu de Jean Giraudoux : eunuque
- Le Moulin de bonheur de Viktor Merezhko : deuxième frère

### 1987-1993
Baltiïski Dom (ru)
- Le Mariage de Belouguine (ru) de Alexandre Ostrovski : Prokhor
- Le Dragon de Evgueni Schwarz : Chat
- Les Enfants du paradis de Jacques Prévert : directeur de théâtre
- Comme il vous plaira de William Shakespeare : Corin, le berger
- Le Stoïque Soldat de plomb de Hans Christian Andersen : Taupe

### 1994-1995
Théâtre Liteiny (en)
- Les carillons du Kremlin ou venez nous voir d'ici... d'Arkadi Tigaï (ru) : Lénine

### 1995-2000
Théâtre de la Comédie de Saint-Pétersbourg
- Piano pour débutants de Mikhaïl Saltykov-Chtchedrine : Svistikov
- Ma petite cerisaie d'AlekseÏ Slapovski (ru) : Viktor Rozov
- Donnez l'Amérique adapté de L’Éléphant d'Aleksandre Kopkov (ru) : Ivan Davydytch
- Les Amoureux de Carlo Goldoni : Ridolpho
- La Provinciale de William Wycherley : médecin

### 2000
Théâtre BOGIS
- Le Petit Prince de Antoine de Saint-Exupéry : pilote, roi, ambitieux, ivrogne, homme d'affaires

### 2002
Union théâtrale 814
- Les Joueurs de Nicolas Gogol mise en scène d'Oleg Menchikov : Mikhaïl Glov

### 2003
Théâtre Vakhtangov
- Le Roi Lear de William Shakespeare : bouffon

### 2010
Théâtre Mossovet
- Royaume de père et fils de Alexis Tolstoï : Fédor Ier

### 2011
Théâtre sur Malaïa Bronnaïa
- Tartuffe de Molière : Tartuffe

### 2012
Théâtre Scène libre
- Le Fils aîné de Alexandre Vampilov : Andreï Sarafanov